# Fiat Scudo
Fiat Scudo je užitkový automobil, který se vyráběl od roku 1995 do roku 2016.

## Fiat Scudo I.(1995 - 2007)
Vyráběl se mezi lety 1995 až 2007. Modernizován byl v roce 2004. Technicky i vzhledově je shodný s automobily Peugeot Expert a Citroën Jumpy v první generaci. K dispozici byla spousta variant modelu, například furgon (tzn. skříňová dodávka), prodloužený furgon nebo verze pro přepravu osob.

## Fiat Scudo II.(2007 - 2016)
Vyráběl se mezi roky 2007 a 2016. Technicky i vzhledově byl shodný s automobily Peugeot Expert a Citroën Jumpy v druhé generaci. V roce 2016 byla výroba ukončena a Scudo bylo nahrazeno modelem Talento. Ten byl však vyráběn ve spolupráci s Renaultem (model Trafic), nikoli s Peugeotem a Citroënem.

## Fiat Scudo III.(od 2021)
V roce 2020 byla ukončena výroba Talenta spřízněného s Renaultem, nástupce Scuda II. V roce 2021 vznikl koncern Stellantis, který sdružuje mimo jiné značky Peugeot, Citroen a Fiat. Užitkový automobil pod značkou Fiat od 2021 je znovu spřízněný se svými protějšky u Peugeotu a Citroenu, ale existují i technicky shodné modely u Toyoty a Opelu/Vauxhallu. Scudo je užitkový automobil, automobil pro osobní přepravu na stejném základu nese pojmenování Fiat Ulysse (stav k 05/2022).